# Isabelle Dorsimond
Isabelle Dorsimond (Lieja, 14 de septiembre de 1961) es una deportista belga que compitió en escalada, especialista en la prueba de velocidad. Ganó dos medallas en el Campeonato Mundial de Escalada, oro en 1991 y plata en 1993.

## Palmarés internacional
| Campeonato Mundial | Campeonato Mundial   | Campeonato Mundial | Campeonato Mundial |
| Año                | Lugar                | Medalla            | Prueba             |
| ------------------ | -------------------- | ------------------ | ------------------ |
| 1991               | Fráncfort (Alemania) | Medalla de oro     | Velocidad          |
| 1993               | Innsbruck (Austria)  | Medalla de plata   | Velocidad          |